# Fraternidade (São Tomé)
Fraternidade é uma aldeia de São Tomé e Príncipe, localiza-se no Distrito de Caué, ilha de São Tomé, próxima às localidades de Manuel Caroça, São João dos Angolares e de Soledade.